# Xanthoparmelia olivetorica
Xanthoparmelia olivetorica är en lavart som beskrevs av Hale. Xanthoparmelia olivetorica ingår i släktet Xanthoparmelia och familjen Parmeliaceae.   Inga underarter finns listade i Catalogue of Life.